# Rober Eryol
Rober İsaac Eryol (Mersin, 21 de desembre de 1930, Istanbul, 2000) va ser un futbolista turc. Pertenyent a la comunitat jueva de Turquia, Eryol va jugar sis partits amb la selecció nacional turca, fent el seu debut contra Espanya (1-4) en les eliminatòries de la Copa del Món 1954. Era jugador de Galatasaray SK i, segons el diari Hürriyet, un integrant de l'equip "inoblidable" de futbol de Galatasaray de la temporada 1953-54.